# Bianca Schanssema
Bianca Schanssema (Westland, 6 januari 2005) is een Nederlands handbalspeelster die sinds 2023 als doelverdedigster uitkomt voor het Deense København Håndbold.

## Clubarrière
Schanssema begon met handballen bij HV VELO in Wateringen. Op veertienjarige leeftijd maakte ze de overstap naar eredivisionist HV Quintus. Voor deze club kwam ze uit op het hoogste handbalniveau van Nederland. Ook debuteerde ze voor Quintus in de Europa Cup. In 2023 ging ze bij het Deense København Håndbold haar eerste buitenlandse avontuur aan.

## Interlandcarrière
Schanssema kwam met Nederland -17 uit op het EHF kampioenschap -17 in 2021. Hier namen landen aan deel die zich niet wisten te plaatsen voor het Europees kampioenschap handbal vrouwen onder 17. Met haar generatiegenoten behaalde Schanssema de eerste plaats op het eindtoernooi. Een jaar later nam ze met Nederland -18 deel aan het WK 2022, waar ze de vierde plaats behaalde. Op zowel het WK -20 in 2022 en het WK -20 in 2024 behaalde Schanssema een bronzen medaille. Ook nam ze deel aan het EK -19 in 2023.
Op 29 oktober 2023 maakte Schanssema haar debuut voor het Nederlandse handbalteam in een wedstrijd tegen Brazilië.
In 2024 stond ze op de reservelijst van het Nederlandse handbalteam op de Olympische Zomerspelen 2024.